# Cray SV1
Il Cray SV1 era un supercomputer vettoriale prodotto dalla Cray Research nel 1998 quando era una divisione della Silicon Graphics. L'SV1 fu soppiantato dai supercomputer vettoriali X1 e X1E. Come il predecessore Cray J90 l'SV1 era basato su processori CMOS per ridurre il costo del sistema e permettere un raffreddamento ad aria del computer. L'SV1 era compatibili e livello software con il Y-MP e il J90 ed utilizzava il sistema operativo UNICOS, lo stesso dei suoi predecessori. L'SV1 utilizzava la rappresentazione in virgola mobile Cray e non lo standard IEEE 754 utilizzato dai Cray T3E e Cray T90.
A differenza dei primi Cray l'SV1 disponeva di una cache vettoriale. Inoltre il sistema presentava una modalità di funzionamento chiamata multi-streaming, in questa modalità i processori lavoravano a gruppi di quattro come un unico processore virtuale con il quadruplo delle prestazioni. I processori SV1 inizialmente funzionavano a 300 MHz ma il successivo SV1e spinse i processori a 500 MHz. Il sistema poteva gestire fino a 32 processori con 512 MB di memoria RAM condivisa su bus.
Più cabinet SV1 potevano venir collegati per creare dei cluster di calcolo tramite la connessione GigaRing. Il sistema forniva inoltre connessioni HIPPI, FDDI, ATM, Ethernet e SCSI per la gestione della rete, dei dischi e dei dispositivi su nastro. In teoria un sistema a 32 processori poteva sviluppare una potenza di picco di un TeraFLOPS